# Chorebus fuscipennis
Chorebus fuscipennis är en stekelart som först beskrevs av Nixon 1937.  Chorebus fuscipennis ingår i släktet Chorebus och familjen bracksteklar. Arten är reproducerande i Sverige. Inga underarter finns listade i Catalogue of Life.